# Alto Trek
Alto Trek — це комп'ютерна гра, розроблена Джином Боллом і Ріком Рашидом для Xerox Alto, коли вони були аспірантами Рочестерського університету наприкінці 1970-х років. Це одна з перших мережевих ігор для кількох гравців.

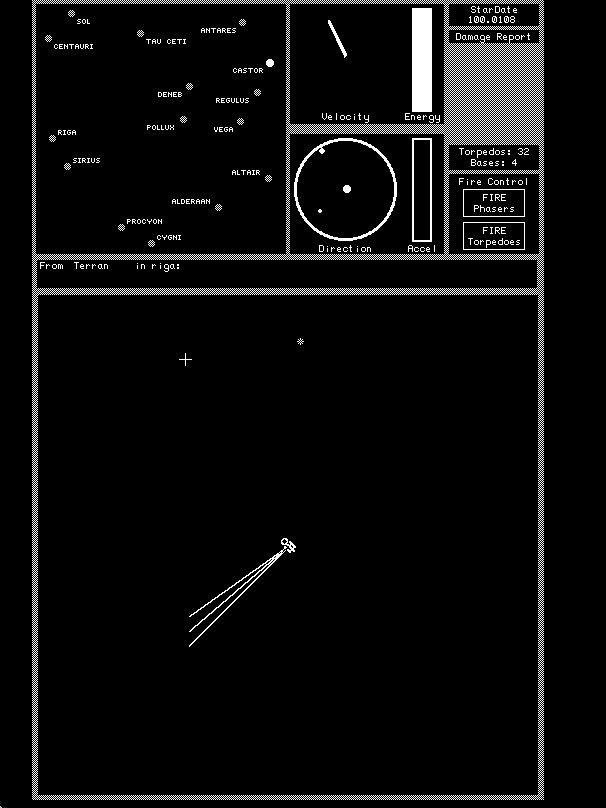
Alto Trek (на екрані Alto 606 × 808 у вертикальній орієнтації)

Alto Trek — це багатокористувацька гра, де кожен гравець використовує власну робочу станцію Alto для керування кораблем. Мета гри — знищити ворога, не бувши знищеним. Гравець може вибрати між клінгоном, ромуланцем або землянином. У гру може грати один гравець, але тоді не буде ворога, якого потрібно знищити.
Немає центрального сервера, який підтримує стан гри. Кожен Alto «мультикастує» свою ігрову інформацію через спільний Ethernet, у якому мають бути всі гравці. «Мультикастова» адреса для з'єднання є функцією від кількості зоряних систем в ігровій партії.

## Розробка
Посібник для версії 2.1 датований серпнем 1979 року, його авторами є Аллен Веллс, Боб Болдуїн і Стів Квотерман. Це підтверджує, що автором гри був переважно Болл.
Приблизно в 1997 році, бувши віцепрезидентом Microsoft, Рашид почав переписувати гру, щоб навчитися використовувати API програмування DirectX. Це призвело до розробки Microsoft Allegiance.